# Julian Marley
Julian Marley (* 4. června 1975) je anglicko-jamajský zpěvák. Jeho otcem je zpěvák Bob Marley a matkou Lucy Pounder. Narodil se v Londýně a dětství strávil jak v Anglii, tak i na Jamajce. Hudbě se věnoval od dětství. V roce 1996 vydal své první sólové album Lion in the Morning a rovněž absolvoval světové koncertní turné. Později vydal alba A Time & Place (2003) a Awake (2009), přičemž za druhé z nich byl nominován na cenu Grammy. Vystupoval také v Česku, a to na Trutnovském festivalu (2013) a Mighty Sounds u Tábora (2016).